# Parafia św. Antoniego Opata w Męcinie
Parafia św. Antoniego Opata w Męcinie – parafia rzymskokatolicka, należąca do dekanatu limanowskiego w diecezji tarnowskiej. Opiekę nad nią sprawują księża diecezjalni.
Odpust parafialny obchodzony jest w parafii dwukrotnie: 17 stycznia – w święto św. Antoniego Opata, oraz w niedzielę po 13 czerwca - wspomnieniu liturgicznym św. Antoniego Padewskiego. 
Od 2007 do 16 października 2020 roku proboszczem parafii był ks. kan. Antoni Piś, który zmarł na COVID-19.

## Historia
Parafia została założona prawdopodobnie na początku XIV wieku. Pierwsza wzmianka pochodzi ze świętopietrza z 1325. Istniejący tu drewniany kościół został w późniejszych czasach przejęty przez braci polskich, którzy założyli tu swój zbór. W 1605 zwrócono go katolikom, którzy użytkowali go jeszcze przez blisko wiek. W 1685 kościół zburzono, a na jego miejscu postawiono nowy, również drewniany, zachowany do dziś. 
Od 1984 trwały starania o pozwolenie na budowę nowej świątyni. Ukończono ją w 2006 i w tym samym roku konsekrowano.

## Kościoły
Zabytkowy kościół drewniany pochodzi z końca XVIII wieku. Aż do 2006 roku pełnił rolę kościoła parafialnego, a obecnie jest kościołem pomocniczym.
Funkcję głównej świątyni parafii przejął nowy kościół.

## Organizacje i wspólnoty parafialne
Na terenie parafii w Męcinie działa kilka wspólnot parafialnych, m.in.:
- chór parafialny
- Dziewczęca Służba Maryjna
- Akcja Katolicka
- Caritas
- Grupa Odnowy w Duchu Świętym
- Katolickie Stowarzyszenie Młodzieży
- Liturgiczna Służba Ołtarza